# Port lotniczy Coen
Port lotniczy Coen (Coen Airport) (IATA: CUQ, ICAO: YCOE) jest lotniskiem w miejscowości Coen w stanie Queensland, w Australii.
Jedyne połączenia lotnicze na tym lotnisku obsługują linie Skytrans Airlines z siedzibą w Cairns.